# Tetratoma wittmeri
Tetratoma wittmeri es una especie de coleóptero de la familia Tetratomidae.

## Distribución geográfica
Habita en Bután.